# Tyrol du Nord
 (mars 2023).
Si vous disposez d'ouvrages ou d'articles de référence ou si vous connaissez des sites web de qualité traitant du thème abordé ici, merci de compléter l'article en donnant les références utiles à sa vérifiabilité et en les liant à la section « Notes et références ».

Localisation du Tyrol sur la carte de l'Autriche. Le Tyrol du Nord est à l'ouest et le Tyrol oriental à l'est.

Le Tyrol du Nord est la partie principale et ouest du Land autrichien du Tyrol, par opposition au Tyrol oriental situé plus à l'est, avec lequel il ne partage pas de frontière. Innsbruck est la plus grande ville du Tyrol du Nord.